# Oleksandr Symonenko
Oleksandr Symonenko, född den 14 februari 1974 i Kirovohrad, Ukrainska SSR, Sovjetunionen, är en ukrainsk tävlingscyklist som tog OS-silver i lagförföljelsen vid olympiska sommarspelen 2000 i Sydney. 